# Präsidentschaftswahl in der Republik Zypern 1978
Die Präsidentschaftswahl in der Republik Zypern 1978 sollten im Februar 1978 in Zypern stattfinden. Nachdem jedoch Vassos Lyssaridis von der Sosialistiko Komma am 8. Januar angekündigt hatte, nicht als Kandidat anzutreten, blieb der amtierende Präsident Spyros Kyprianou, der das Amt seit dem Tod von Makarios III. im August 1977 innehatte, als einziger verbleibender Kandidat übrig. Kyprianou wurde am 26. Januar offiziell Präsident.

## Hintergrund
Die Amtszeit der Regierung von Erzbischof Makarios III. 1973 sollte ursprünglich im Februar 1978 enden. Aufgrund des Todes von Erzbischof Makarios III. am 3. August 1977 wurde die Amtszeit jedoch vorzeitig beendet. Der Präsident des Repräsentantenhauses, Spyros Kyprianou, übernahm als amtierender Präsident der Republik Zypern. Die Nachwahl wurde für den 10. September 1977 angesetzt. Spyros Kyprianou war der einzige Kandidat, und daher wurde er am 1. September 1977 mit Zustimmung aller Parteien zum Präsidenten der Republik erklärt. Seine Amtszeit entsprach der verbleibenden Amtszeit des vorherigen Präsidenten.
Die Präsidentschaftswahlen von 1978 waren für den 5. Februar 1978 geplant. Am 10. November 1977 kündigte die DISY die Kandidatur von Glafkos Klerides an. Am 22. November 1977 erklärte die DIKO Spyros Kyprianou zu ihrem Kandidaten. Der Vorsitzende der EDEK, Vassos Lyssaridis, kündigte an, ebenfalls zu kandidieren, falls seine Vorschläge für ein Minimalprogramm zur Zusammenarbeit mit DIKO und der AKEL scheiterten.
Am 14. Dezember 1977 wurde Achilleas Kyprianou, der älteste Sohn von Spyros Kyprianou, während seines Militärdienstes entführt. Die Entführer verlangten über eine Tonbandaufnahme eine Generalamnestie für alle politischen Verurteilten, Angeklagten und Gesuchten.
Am 16. Dezember 1977 zog Glafkos Klerides seine Kandidatur zurück, um die politische Einheit zu wahren und Wahlkonflikte zu vermeiden, angesichts der dramatischen Umstände. Zwei Tage später wurde Achilleas Kyprianou freigelassen. Die Einreichung der Kandidaturen erfolgte am 26. Januar 1978. Spyros Kyprianou war der einzige Kandidat und wurde nach Ablauf der Einreichungsfrist zum Präsidenten der Republik erklärt.